# Joaquim de Mariz
Joaquim de Mariz (Coimbra, 28 de fevereiro de 1847 — Coimbra, 1 de abril de 1916) foi um médico e botânico formado pela Faculdade de Medicina da Universidade de Coimbra, sendo um dos colaboradores da Flora de Portugal de Gonçalo Sampaio e António Xavier Pereira Coutinho.

## Biografia
O nome de Mariz serve de epónimo aos seguintes taxa: 
- (Brassicaceae) Alyssum marizii Cout.[3]
- (Caryophyllaceae) Dianthus marizii Samp.[4]
- (Clusiaceae) Clusia marizii Gomes da Silva & B.Weinberg[5]
- (Lamiaceae) Mentha marizii Samp.[6]
- (Vochysiaceae) Vochysia mariziana J.E.DePaula & J.L.H.Alves[7]

## Publicações
Entre muitas outras é autor das seguintes publicações:
- 1894 — As Compostas de Portugal: Subsidios para o estudo da flora Portugueza. 238 pp.
- 1884 — Subsidios para o estudo da flora Portugueza: Papilionaceae L.. Cruciferae L.. Compositae L.